# Puncture
Pour plus de détails, voir Fiche technique et Distribution.
Puncture est un film juridique biographique américain produit et réalisé par Adam et Mark Kassen et sorti en 2011.

## Synopsis
À Houston dans les années 1990, un avocat toxicomane (Evans) et son associé (Kassen), intentent un procès pour entrave au droit de la concurrence contre le lobby des fabricants de seringues.

## Fiche technique
- Titre : Puncture
- Titre québécois : Piqûre
- Réalisation : Adam et Mark Kassen
- Scénario : Chris Lopata d'après un sujet d'Ela Thier et Paul Danziger
- Direction artistique : Christopher Stull
- Décors : Yvonne Boudreaux
- Costumes : Kari Perkins
- Photographie : Helge Gerull
- Son :
- Montage : Chip Smith
- Musique : Ryan Ross Smith
- Production : Adam et Mark Kassen
- Société(s) de production : Cherry Sky Films, Kassen Brothers Production et LikeMinded Pictures
- Société(s) de distribution :  : Millenium Entertainment
- Budget :
- Pays d’origine :  États-Unis
- Langue : Anglais
- Format : Couleurs (DeLuxe) - 35mm - 1.85:1 - Son Dolby numérique
- Genre cinématographique : Biopic et drame
- Durée : 100 minutes
- Date de sortie :
- États-Unis : 21 avril 2011 (festival du film de TriBeCa)
- États-Unis : 23 septembre 2011

## Distribution
- Chris Evans : Mike Weiss
- Mark Kassen : Paul Danziger
- Marshall Bell : Jeffrey Dancort
- Brett Cullen : Nathaniel Price
- Jesse L. Martin : Daryl King
- Vinessa Shaw : Vicky
- Roxanna Hope : Sylvia
- Michael Biehn : Red
- Kate Burton : la sénatrice O'Reilly

## Accueil critique
Puncture  reçoit des critiques assez positives. L'agrégateur Rotten Tomatoes rapporte que 53 % des 38 critiques ont donné un avis positif sur le film, avec une moyenne passable de 5,7/10 . L'agrégateur Metacritic donne une note de 54 sur 100 indiquant des « critiques mitigées » .

## Article annexe
- Psychotrope au cinéma et à la télévision